# Хінуклідил-3-бензилат
Хінукліділ-3-бензилат (QNB, BZ, EA-2277, ІЮПАК : 1-азабіцикло[2.2.2]окт-3-ил 2-гідрокси-2,2-дифенілацетат) — отруйна бойова речовина психотропної дії. Діє близько 70-80 годин при прийомі перорально 1 мг.
BZ включений до Списку 2 заборонених речовин, розробленого Організацією із заборони хімічної зброї, тому його виробництво й обіг можливі лише в обмежених кількостях — для мирних чи наукових цілей та за суворої звітності.

## Фізичні властивості
BZ — біла кристалічна речовина без смаку та запаху з густиною 1,33 г/см3 при температурі 20 °C. Практично нерозчинний у воді, але розчинний в хлороформі та інших галогенопохідних вуглеводнів. Температура кипіння 412 °C. Леткість BZ невисока, навіть при 70 °C тиск насичної пари становить 3,2·10−5 мм рт.ст., а максимальна концентрація 0,0005 мг/л. Температура плавлення 190 °C, а для рацемату 168 °C.